# Reformasjonskantate
De Reformasjonkantate is een compositie van Hjalmar Borgstrøm.
Borgstrøm is bij lange na niet de bekendste Noorse componist. Zijn werken werden voor de Tweede Wereldoorlog regelmatig uitgevoerd. Daarna werd het stil en verdwenen zijn werken van het repertoire. Opnamen zijn in de 21e eeuw schaars. Binnen zijn oeuvre vormt deze cantate uit 1917 ter nagedachtenis van het begin van de reformatie in 1517 dan nog een unicum. Al voordat het uitgevoerd werd door Borgstrøm samen met het orkest van het Nationaltheatret en de Studentersangforening in Oslo, werd al aangekondigd, dat dat de enige uitvoering van het werk zou blijven. De tekst werd geleverd door Theodor Caspari. De cantate kreeg een goede recensie, maar daarbij moet aangetekend worden, dat Borgstrøm zelf ook recensist was. Gerhard Schjelderup schreef dat de teksten van Caspari wellicht eeuwigheidswaarde hadden. Hij kreeg ongelijk, het werk verdween direct van tafel.